# سامي زين
 سامي زين  مصارع كندي من أصل سوري (ولد باسم رامي سبعي) يصارع حاليا في الدبليو دبيلو إي تحت اسم  سامي زين  وقد كان يرتدي قناع منذ عام 2002 حتى سنة 2013، ثم بدأ يصارع بدون قناع في عرض أن أكس تي، وفي 11 ديسمبر 2014 في عرض أن أكس تي سامي زين هزم أدريان نيفل وفاز ببطولة الآن أكس تي لأول مرة، وبعد فوزه أصبح زين مستهدف من باقي مصارعي عرض أن أكس تي مثل نيفل كيفن أوينز (كيفن ستين) سابقا، وفي نهاية العرض قام كيفن أوين بتنفيذ حركة باور بومب powerbomb على سامي زين خارج الحلبة، وأول مرة دافع فيها عن لقبه كانت ضد أدريان نيفل في مباراة رد حيث فاز بالمبارة.

## روابط خارجية
- سامي زين على موقع IMDb (الإنجليزية)
- سامي زين على موقع قاعدة بيانات الفيلم (الإنجليزية)
- سامي زين على موقع دبليو دبليو إي (الإنجليزية)
- سامي زين على موقع WrestlingData.com (الإنجليزية)
- سامي زين على موقع CageMatch worker (الإنجليزية)
- سامي زين على موقع قاعدة بيانات المصارعة على الإنترنت (الإنجليزية)
- سامي زين على موقع عالم المصارعة على الإنترنت (الإنجليزية)
- سامي زين على موقع عالم المصارعة على الإنترنت (الإنجليزية)